# Geranium himalayense
Geranium himalayense là một loài thực vật có hoa trong họ Mỏ hạc. Loài này được Klotzsch mô tả khoa học đầu tiên năm 1862.

## Hình ảnh

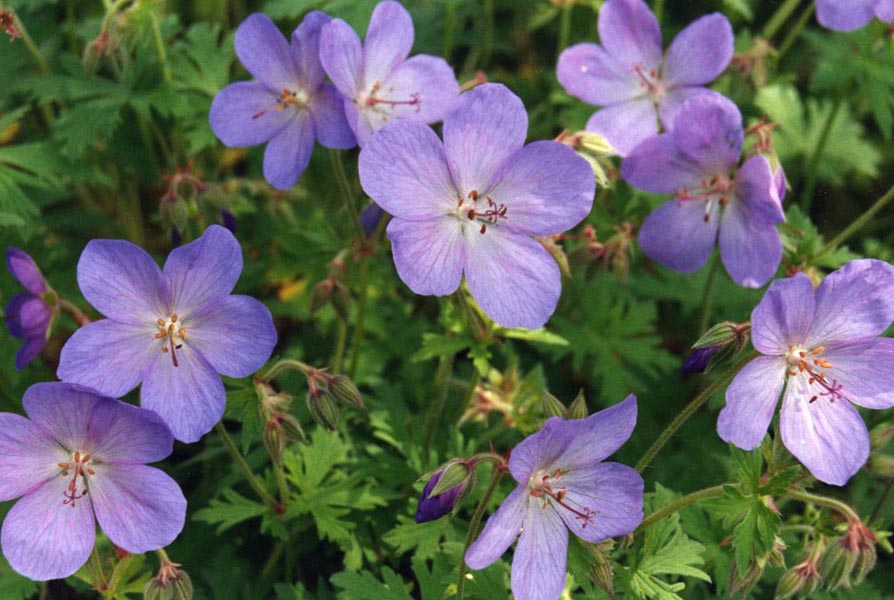
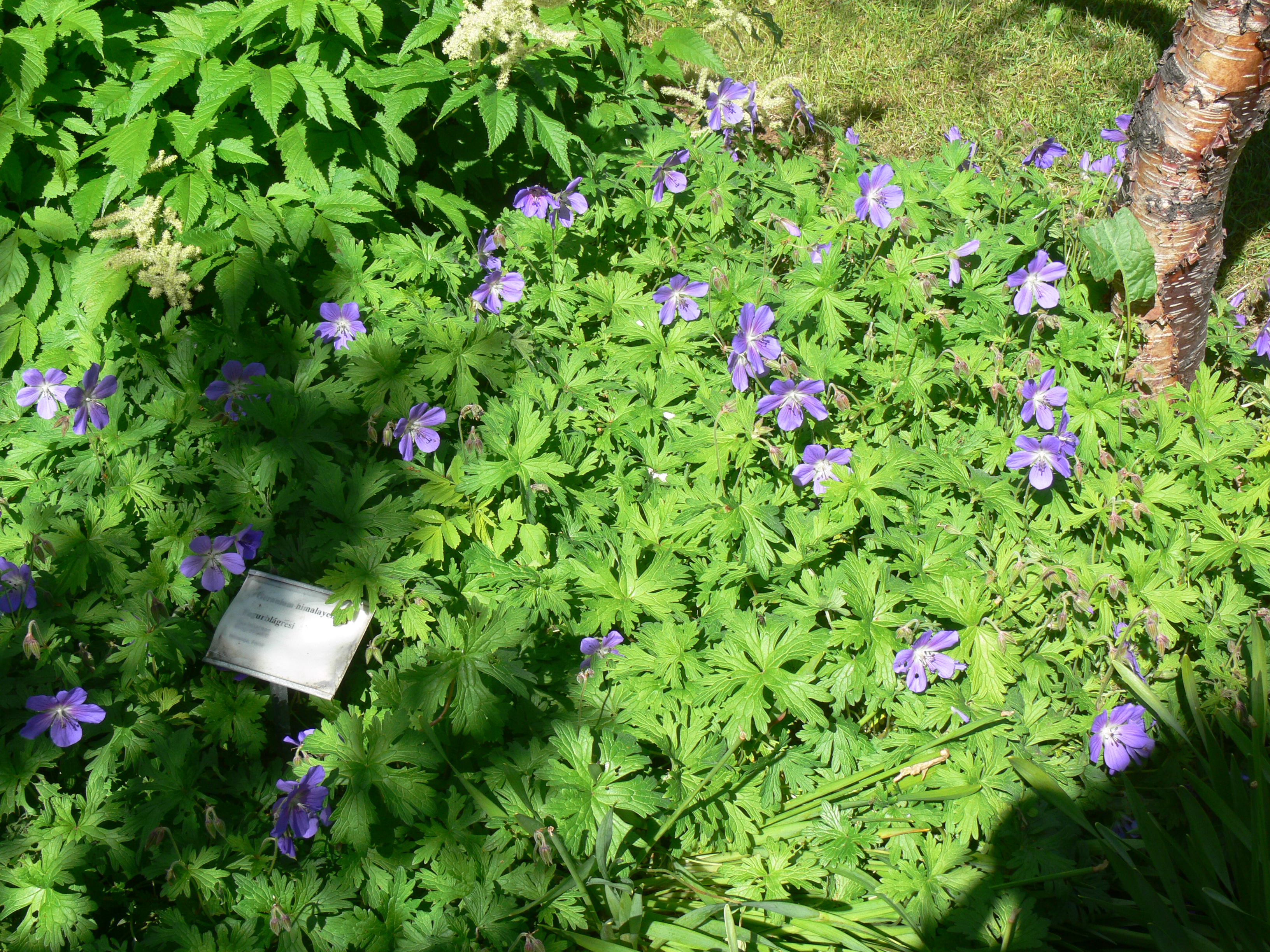
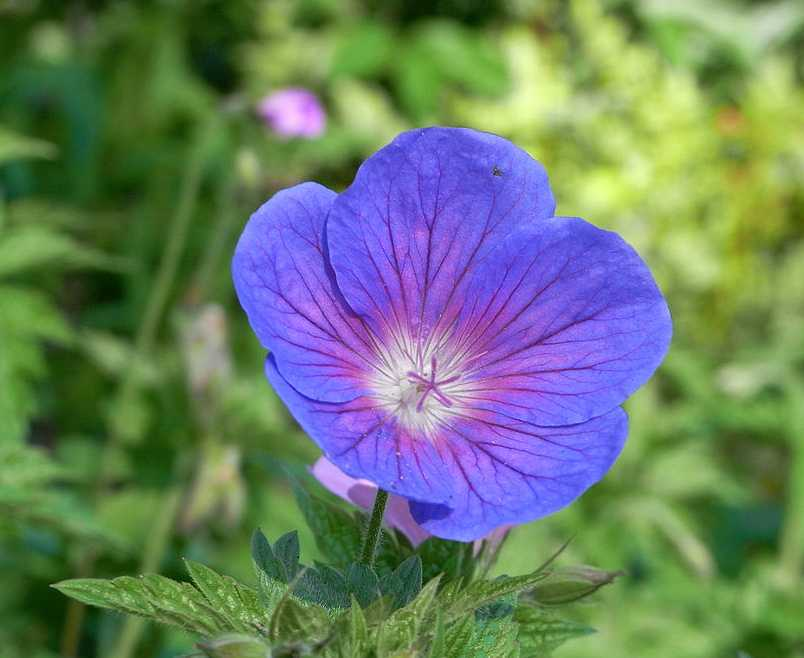
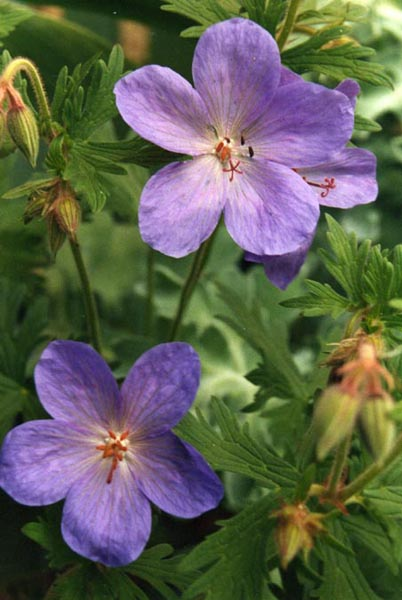